# Route nationale 161bis
Die Route nationale 161Bis, kurz N 161Bis oder RN 161Bis, war eine französische Nationalstraße, die 1862 aus einer Route stratégique und einer Départementstraße hervorging. Mit der Nationalstraße 161 kreuzte sie sich einmal. Der Abschnitt zwischen Saint-Augustin-des-Bois und Segré stammt von der Route stratégique 15 und der restliche Abschnitt von der Départementstraße 15. Ihre Länge betrug 56 Kilometer. 1973 wurde sie abgestuft.